# منطقة التجارة الحرة القارية الإفريقية

خريطة لاتفاقية التجارة الحرة القارية الأفريقية المخطط لها.
Ratifying parties
Signed March 2018, not ratified
Signed July 2018, not ratified

تعتبر منطقة التجارة الحرة للقارة الإفريقية (AfCFTA)  منطقة تجارة حرة، موضحة في اتفاقية التجارة الحرة لأفريقيا القارية بين 42 من دول الاتحاد الأفريقي البالغ عددها 55 دولة. وتعد هذه المنطقة التجارية الحرة هي الأكبر في العالم من حيث عدد الدول المشاركة منذ تشكيل منظمة التجارة العالمية.
توسط الاتحاد الأفريقي في الاتفاقية وثم توقيع 44 دولة من أصل 55 دولة عضو في كيغالي، رواندا في 21 مارس 2018.   تتطلب الاتفاقية مبدئيًا من الأعضاء إزالة التعريفات من 90٪ من السلع، مما يتيح حرية الوصول إلى السلع والخدمات عبر القارة.  تقدر لجنة الأمم المتحدة الاقتصادية لأفريقيا أن الاتفاقية ستعزز التجارة بين البلدان الأفريقية بنسبة 52 في المائة بحلول عام 2022.  تم تعيين اقتراح حيز التنفيذ بعد 30 يومًا من المصادقة عليه من 22 دولة موقعة.  في 2 أبريل 2019، أصبحت غامبيا الدولة الثانية والعشرين التي صدقت على الاتفاقية،  وفي 29 أبريل قامت الجمهورية الصحراوية بإيداع وثائق التصديق الثانية والعشرين؛ ستدخل الاتفاقية حيز التنفيذ في 30 مايو وستدخل مرحلتها التشغيلية بعد قمة 7 من يوليو 2019.

## التاريخ
بدأ التخطيط الأولي للاتفاقية في عام 2013،  مع المفاوضات التي عقدت في عام 2015 عبر قمم الاتحاد الأفريقي. 
عُقد منتدى التفاوض الأول في فبراير 2016 وعقدة ثمانية اجتماعات حتى انعقاد القمة في مارس 2018 في كيغالي. منذ فبراير 2017، عقدت مجموعات الأعمال التقنية أربعة اجتماعات، حيث تمت مناقشة وتنفيذ المسائل الفنية في المسودة. في الفترة من 8-9 مارس 2018 وافق وزراء التجارة بالاتحاد الأفريقي على المشروع.
في مؤتمر القمة الاستثنائي لجمعية الاتحاد الأفريقي في 21 مارس في كيغالي، تم توقيع الاتفاق المنشئ لمنطقة التجارة الحرة القارية الأفريقية، إلى جانب إعلان كيغالي وبروتوكول حرية الحركة. ومن المتوقع أن توقع الدول الأخرى التي وقعت إعلان كيغالي، بما في ذلك جنوب إفريقيا وناميبيا، الاتفاقية خلال قمة الاتحاد الأفريقي في يوليو.
استمرت المفاوضات في عام 2018 مع المرحلة الثانية، بما في ذلك سياسات الاستثمار والمنافسة وحقوق الملكية الفكرية. في يناير 2020، من المتوقع الانتهاء من مفاوضات جمعية الاتحاد الأفريقي.
وقعت جنوب إفريقيا وسيراليون وناميبيا وليسوتو وبوروندي اتفاقية التجارة الحرة لأفريقيا خلال القمة الحادية والثلاثين للاتحاد الأفريقي في نواكشوط.

## المؤسسات
سيتم إنشاء العديد من المؤسسات عندما تدخل الاتفاقية حيز التنفيذ. وفقًا لنتائج مفاوضات المرحلة الأولى، سيتم إنشاء المؤسسات التالية لتسهيل تنفيذ منطقة التجارة الحرة. نتيجة لمفاوضات المرحلة الثانية، يمكن إنشاء المزيد من اللجان عبر البروتوكولات.

### أمانة AfCFTA
ستكون الأمانة مسؤولة عن تنسيق تنفيذ الاتفاقية وستكون هيئة مستقلة داخل نظام الاتحاد الأفريقي. على الرغم من أنها ستكون لها شخصية قانونية مستقلة، إلا أنها ستعمل عن كثب مع مفوضية الاتحاد الأفريقي وتتلقى ميزانيتها من الاتحاد الأفريقي. سيقرر مجلس الوزراء المسؤول عن التجارة موقع المقر والهيكل والدور والمسؤوليات. 

### جمعية رؤساء دول وحكومات الاتحاد الأفريقي
الجمعية هي أعلى هيئة لصنع القرار. من المرجح أن تجتمع خلال مؤتمرات قمة الاتحاد الأفريقي.

### مجلس الوزراء المسؤول عن التجارة
يوفر المجلس الإشراف الاستراتيجي على السياسة التجارية ويضمن التنفيذ الفعال لاتفاقية AfCFTA وإنفاذها. 

### لجنة كبار المسؤولين التجاريين
تنفذ لجنة كبار المسؤولين التجاريين قرارات المجلس. اللجنة مسؤولة عن تطوير البرامج وخطط العمل لتنفيذ اتفاقية التجارة الحرة القارية الأفريقية. 

### هيئة تسوية النزاعات
سيتم وضع قواعدها وإجراءاتها في البروتوكول الخاص بتسوية النزاعات، والذي سيتم التفاوض عليه. 

### اللجان
سيتم إنشاء العديد من اللجان من خلال بروتوكولات للمساعدة في تنفيذ مسائل محددة. ثم الأتفاق بالفعل على إنشاء لجان للتجارة في السلع، والتجارة في الخدمات، وقواعد المنشأ، وسبل الانصاف التجارية، والحواجز غير الجمركية، والحواجز التقنية أمام التجارة وتدابير الصحة والصحة النباتية. 

## العضوية
لا تدخل منطقة التجارة الحرة القارية الأفريقية حيز التنفيذ حتى تصدق 22 دولة موقعة على الاتفاقية. اعتبارًا من أبريل 2019، صادقت 22 دولة على الاتفاقية بعد أن أصبحت غامبيا الدولة الثانية والعشرين التي صدقت عليها. 

### الأعضاء المحتملين
وقعت معظم الدول الأعضاء في الاتحاد الأفريقي على الاتفاقية الأولية، بما في ذلك: 
| - الجزائر - أنغولا - بوركينا فاسو - بوروندي - ساحل العاج - الكاميرون - جمهورية أفريقيا الوسطى - تشاد - جزر القمر - كوت ديفوار - جمهورية الكونغو الديمقراطية - جيبوتي - مصر - غينيا الإستوائية - إثيوبيا - الغابون - غامبيا | - غانا - غينيا - كينيا - ليسوتو - ليبيريا - ليبيا - مدغشقر - مالاوي - مالي - موريتانيا - موريتانيا - المغرب - موزمبيق - جمهورية الكونغو - ناميبيا - النيجر - رواندا | - المغرب - ساو تومي وبرينسيب - السنغال - سيشل - سيراليون - الصومال - جنوب أفريقيا - جنوب السودان - السودان - إسواتيني - تنزانيا - توغو - تونس - أوغندا - زيمبابوي |

 بنن وبوتسوانا وإريتريا وغينيا بيساو ونيجيريا وزامبيا لم توقع على الاتفاقية الأولية.  كان رئيس نيجيريا محمدو بولنيجيرية. 

## تقييم حقوق الإنسان
أجرى فريق متعدد التخصصات  تقييمًا لحقوق الإنسان للاتفاقية أثناء المفاوضات. تم تفويض هذا التقييم من قبل اللجنة الاقتصادية لأفريقيا التابعة للأمم المتحدة، والمفوضية العليا لحقوق الإنسان التابعة للأمم المتحدة، وفريدريك إيبرت ستيفتنج. تم نشر التقرير الكامل لنتائجها في يوليو 2017. وكذلك كان موجز السياسات  الذي يحدد توصياته الرئيسية وتم تقاسمها مع مسؤولي البلدان الأفريقية خلال جلسات التفاوض التالية.

## روابط خارجية
- الموقع الرسمي
- الأونكتاد على CFTA